# Sprawiedliwi. Trójmiasto
Sprawiedliwi. Trójmiasto (zapis stylizowany: SPRAWIEDLIWI TRÒJMIASTO) – polski serial kryminalno-fabularny emitowany na antenie TV4 od 3 marca 2025, produkowany przez ATM Grupę.

## Fabuła
Serial opowiada o grupie policjantów z wydziału dochodzeniowo-śledczego Komendy Wojewódzkiej Policji w Gdańsku zajmujących się sprawami najcięższych przestępstw, jak zabójstwa, napady czy handel narkotykami. Akcja serialu toczy się głównie na ulicach Trójmiasta, na miejscu zbrodni, a także przy interwencjach oraz na komendzie policji.

## Obsada

### Bohaterowie główni
| Aktor                 | Rola                                     |
| --------------------- | ---------------------------------------- |
| Artur Dziurman        | inspektor Roman „Musashi” Gołaszewski    |
| Aleksandra Gałczyńska | podkomisarz Alicja Lipiec                |
| Rafał Cieluch         | starszy aspirant Damian Grzymski „Oczko” |
| Angelika Kurowska     | starszy aspirant Patrycja Berg           |
| Kamil Szklany         | starszy aspirant Maksym Pietras          |
| Jerzy Zelnik          | emerytowany nadinspektor Paweł Lipiec    |

### Bohaterowie drugoplanowi
| Aktor                  | Rola                                |
| ---------------------- | ----------------------------------- |
| Zuzanna Motorniuk      | komisarz Magdalena Białowąs „Biała” |
| Dariusz Toczek         | patolog Kosma Janicki               |
| Katarzyna Pośpiech     | informatyczka Paulina Kiszczak      |
| Mateusz Mirczyński     | mundurowy Marek Rybarczyk           |
| Robert Gulaczyk        | Łukasz Szreder                      |
| Sławomir Grzymek       | Brygadzista Barabasz Stanisławski   |
| Grzegorz Wojdon        | Kamil Osterwa „Siwy"                |
| Stefania Gościńska     | Ania Gzymska                        |
| Mirosław Skibiński     | Stanisław Berg                      |
| Bożena Furczyk         | Grażyna Stanisławska                |
| Jagoda Kulas           | Róża Stanisławska                   |
| Olga Mleczko           | Zosia Białowąs                      |
| Marek Bocianiak        | prokurator Jakub Jurgiel            |
| Przemysław Wyszyński   | Waldek                              |
| Tomasz Kanczewski      | Świerczewski                        |
| Kacper Zając           | Kajetan                             |
| Matthew Doyle          | John                                |
| Marcin Malik           | Olaf Muller                         |
| Bartosz Waga           | detektyw Wróbel                     |
| Kacper Naumiec         | Feluś                               |
| Jarosław Rogowski      | Trener Patrycji Berg                |
| Jan Korwin-Kochanowski | Żukowski                            |

### Byli bohaterowie drugoplanowi
| Aktor                 | Rola               | Uwagi                                                                         |
| --------------------- | ------------------ | ----------------------------------------------------------------------------- |
| Joanna Gleń           | Karolina Gzymska   | została zamordowana wraz z mężem Sebastianem przez Palmowskiego w 49 odcinku. |
| Maciej Stępniak       | Sebastian Gzymski  | został zamordowany wraz z żoną Karoliną przez Palmowskiego w 49 odcinku.      |
| Arkadiusz Cyran       | Palmowski          | popełnia samobójstwo w 51 odcinku.                                            |
| Bartosz Cymbalista    | Józefowicz         | zginął w 52 odcinku z rąk skorumpowanych oficerów ABW.                        |
| Joanna Borer-Dzięgiel | Agata Pietras      | zginęła w 52 odcinku z rąk skorumpowanych oficerów ABW.                       |
| Wojciech Czarnota     | prokurator Walenda | zginął w 52 odcinku z rąk skorumpowanego oficera ABW.                         |

## Emisja w telewizji
Uwaga: Tabela zawiera daty odnoszące się wyłącznie do pierwszej emisji telewizyjnej; nie uwzględniono w niej ewentualnych prapremier w serwisach internetowych (np. Polsat Box Go).
| Seria | Odcinki   | Pierwsza emisja telewizyjna (TV4) | Pierwsza emisja telewizyjna (TV4) | Pierwsza emisja telewizyjna (TV4) | Pierwsza emisja telewizyjna (TV4) | Pierwsza emisja telewizyjna (TV4) |
| Seria | Odcinki   | Sezon                             | Początek emisji                   | Koniec emisji                     | Pora emisji                       | Średnia oglądalność               |
| ----- | --------- | --------------------------------- | --------------------------------- | --------------------------------- | --------------------------------- | --------------------------------- |
| 1.    | 1–52 (52) | wiosna 2025                       | 3 marca 2025                      | 2 czerwca 2025                    | poniedziałek–czwartek 21.30       | 569 tys.                          |
| 2.    | od 53     | jesień 2025                       | 1 września 2025                   | b.d.                              | poniedziałek–czwartek 21.30       |                                   |